# Dandara Mariana
Dandara Mariana Nahas Evaristo Cabral (Rio de Janeiro, 13 de maio de 1988), é uma atriz, cantora e dançarina brasileira.

## Biografia
Filha do ator Romeu Evaristo, Dandara chegou a cursar a faculdade de Arquitetura e Urbanismo antes de trocar a carreira pelas artes. Amiga de Lázaro Ramos e Taís Araújo, ela foi convidada para uma participação no programa As Aventuras de Parabólico, no Canal Brasil, dirigido pelo ator. Em seguida, matriculando-se em 2007 na Casa das Artes de Laranjeiras (CAL) e depois estudou dança na Universidade Federal do Rio de Janeiro. Em seu currículo, Dandara tem clássicos como Toda Nudez será Castigada, de Nelson Rodrigues; Do Mundo Nada se Leva, de George S. Kaufman e Moss Hart; e Antígona, de Sófocles. Música e dança voltaram a sua vida ao fazer três musicais: Orfeu da Conceição, O Bem do Mar – Dorival Caymmi, e Garrincha – este no papel da cantora Elza Soares. Em setembro de 2018, ela interpretou a sambista Dona Ivone Lara na fase jovem, no musical Dona Ivone Lara – Um Sorriso Negro (O Musical). Em 2010, Dandara teve seu primeiro personagem de destaque no filme Aparecida - O Milagre como Sheila e fez uma participação na minissérie Na Forma da Lei, no ano seguinte esteve presente na Malhação Conectados com a personagem Tam-Tam, porém dessa vez como personagem fixo. fez participação nas novelas Babilônia e A Regra do Jogo, ambas em 2015.
Em 2017, a atriz é escalada para a novela A Força do Querer como Marilda, melhor amiga e fiel escuderia da protagonista Ritinha (Isis Valverde).
Em 2019, ganha destaque ao interpretar a dançarina de lambada Dandara Brasil na telenovela Verão 90, em seguida é chamada para competir no quadro Dança dos Famosos do Domingão do Faustão, da qual se tornou finalista e perdendo por um décimo, a competição. Após o programa, emenda nas gravações da novela Salve-se Quem Puder. Em 2022, protagoniza um episódio da série Não Foi Minha Culpa que apresenta dez histórias de dez mulheres diferentes, mas que compartilham uma marca em comum: todas foram vítimas de feminicídio e violência. Após, atua em sua  segunda novela da Glória Perez, Travessia, dessa vez, interpretando sua primeira vilã, Talita, uma mulher misteriosa e ardilosa, que aparenta ser uma funcionária competente da empresa de construção de Guerra (Humberto Martins). Ela de torna braço direito do empresário, para se vingar. Ela culpa Guerra por uma tragédia do passado envolvendo seu pai, que causou a ruína da família. Para conseguir o que almeja, dá em cima de Moretti (Rodrigo Lombardi), ex-sócio e atual inimigo de Guerra, causando rompimento entre ambos, se envolve com Ari (Chay Suede) para ter um aliado na empresa, e tem um embate com Sidália (Cássia Kis), executiva que quer assumir a Presidência.

## Filmografia

### Televisão
| Ano           | Título                     | Personagem                 | Nota                          |
| ------------- | -------------------------- | -------------------------- | ----------------------------- |
| 2007          | As Aventuras de Parabólico | Diana                      |                               |
| 2010          | Na Forma da Lei            | Ritinha                    | Episódio: "Dura Lex, Sed Lex" |
| 2011–12       | Malhação Conectados        | Tamires Lourenço (Tam-Tam) |                               |
| 2015          | Babilônia                  | Jôse                       | Episódio: "10 de abril"       |
| 2015          | A Regra do Jogo            | Sabrina                    | Episódio: "22 de novembro"    |
| 2017          | A Força do Querer          | Marilda das Graças Palha   |                               |
| 2019          | Dança dos Famosos          | Participante (Vice-campeã) | Temporada 16                  |
| 2019          | Verão 90                   | Dandara Brasil             |                               |
| 2020–21       | Salve-se Quem Puder        | Maribel Apolinário (Bel)   |                               |
| 2020          | Diário de Um Confinado     | Tati Barros                |                               |
| 2021          | Dança dos Famosos          | Participante (3.° lugar)   | Temporada 18                  |
| 2022          | Família Paraíso            | Solange Fonseca            | Episódio: "O Baile"           |
| 2022          | Não Foi Minha Culpa        | Raíssa Batista             |                               |
| 2022–presente | Encantado's                | Pandora                    |                               |
| 2022–23       | Travessia                  | Talita Queiroz             |                               |

### Cinema
| Ano  | Título                         | Personagem       | Nota           |
| ---- | ------------------------------ | ---------------- | -------------- |
| 2009 | Jack e Chan                    | Jack             |                |
| 2010 | Aparecida - O Milagre          | Sheila           |                |
| 2012 | Billi Pig                      | Participação     |                |
| 2013 | O Concurso                     | Janaína          |                |
| 2014 | O Candidato Honesto            | Repórter         |                |
| 2015 | Chibata                        | Dulce Alves      |                |
| 2016 | Através da Sombra              | Escrava          |                |
| 2017 | Dona Flor e Seus Dois Maridos  | Zulmira          |                |
| 2020 | Injúria / O Casaco             | Karine Fernandes | Curta-metragem |
| 2021 | Intervenção: É Proibido Morrer | Flávia           |                |
| 2023 | União Instável                 | Eva              |                |

### Videoclipe
| Ano  | Título     | Artista |
| ---- | ---------- | ------- |
| 2021 | "Big Bang" | Fiuk    |

## Teatro
| Ano  | Título                                        | Personagem                  |
| ---- | --------------------------------------------- | --------------------------- |
| 2007 | Do Mundo Nada se Leva                         | Essie                       |
| 2007 | Toda Nudez Será Castigada                     | Geni                        |
| 2008 | Fuente Ovejuna                                | Laurencia                   |
| 2008 | Antigona                                      | Ismênia                     |
| 2009 | Noite de Reis                                 | Olivia                      |
| 2009 | O Bem do Mar – Dorival Caymmi                 | [ 23 ]                      |
| 2009 | Os Ordinários                                 | Bia                         |
| 2010 | Orfeu da Conceição                            | Amigo do Poeta / Prudentino |
| 2013 | Rúcula com Tomate Seco                        | Suzana                      |
| 2014 | Dar Um Jeito                                  | Salva Vidas / Mulher Manca  |
| 2016 | MixMemória                                    | [ 7 ]                       |
| 2016 | Garrincha                                     | Bailarina/Elza Soares       |
| 2018 | Dona Ivone Lara - Um Sorriso Negro, O Musical | Dona Ivone Lara (jovem)     |

## Prêmios e indicações
| Ano  | Prêmio                                   | Categoria                         | Trabalho                                              | Resultado |
| ---- | ---------------------------------------- | --------------------------------- | ----------------------------------------------------- | --------- |
| 2017 | Troféu Raça Negra                        | Artes                             | A Força do Querer                                     | Venceu    |
| 2019 | Troféu Nelson Rodrigues                  | Artes                             | Verão 90                                              | Venceu    |
| 2019 | Melhores de TV Press                     | Atriz Revelação                   | Verão 90                                              | Venceu    |
| 2019 | Festival Guarnicê de Cinema              | Melhor Atriz de Curta-metragem    | Injúria                                               | Venceu    |
| 2022 | Pena de Prata                            | Melhor Elenco em Série de Comédia | Encantado's                                           | Indicada  |
| 2023 | Prêmio Dandara da Assembleia Legislativa | Homenagem                         | Contribuição na valorização da mulher afrodescendente | Venceu    |